# آرسینه خانجیان

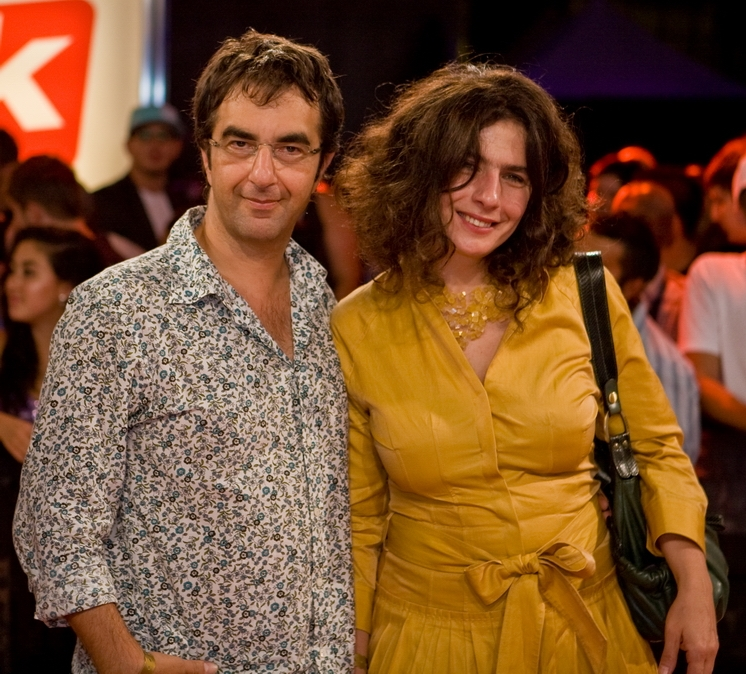

آرسینه خانجیان (ارمنی: Արսինե Խանջյան; انگلیسی: Arsinée Khanjian؛ زادهٔ ۶ سپتامبر ۱۹۵۸) یک بازیگر و تهیه‌کننده ارمنی-کانادایی است.
خانجیان در رشته‌های زبان فرانسوی و زبان اسپانیایی از دانشگاه کنکوردیا مدرک کارشناسی دارد. وی همچنین در علم سیاست از دانشگاه تورنتو مدرک کارشناسی ارشد دارد.
آرسینه خانجیان به همراه همسرش آتوم اگویان و پسرشان «آرشیل» در شهر تورنتو زندگی می‌کند.

## بخشی از فیلم‌شناسی
| سال  | نام فیلم                  | نقش            | نکته                                               |
| ---- | ------------------------- | -------------- | -------------------------------------------------- |
| ۱۹۹۳ | گاه‌شماری                  |                |                                                    |
| ۱۹۹۴ | اکسوتیکا                  | زوئی           |                                                    |
| ۱۹۹۶ | ایرما وپ                  | زن آمریکائی    |                                                    |
| ۱۹۹۷ | آخرت شیرین                | واندا          |                                                    |
| ۱۹۹۸ | دیشب                      | مادر           |                                                    |
| ۱۹۹۸ | اواخر اوت، اوایل سپتامبر  | لوسی           |                                                    |
| ۱۹۹۹ | سفر فلیسیا                | گالا           |                                                    |
| ۲۰۰۱ | دختر چاق                  | پینگوت         |                                                    |
| ۲۰۰۲ | آرارات                    | آنی            |                                                    |
| ۲۰۰۵ | صباح                      | صباح           | نامزد بهترین بازیگر زن به عنوان بخشی از جایزه جینی |
| ۲۰۰۵ | جایی که حقیقت دروغ می‌گوید | مدیر انتشارات  |                                                    |
| ۲۰۰۷ | مزرعه چکاوک‌ها             | آرمینه آواکیان |                                                    |
| ۲۰۰۸ | ستایش                     | سابین          |                                                    |
| ۲۰۱۴ | برش                       |                |                                                    |
| ۲۰۱۴ | اسیر                      | دیان گری       |                                                    |